# 类数公式
在数论中，类数公式涉及了许多重要的不变量，是数域到其特殊的戴德金zeta函数赋值。

## 类数公式的一般性陈述
数域 K 有扩张[K:Q]=r=r1+2r2,  {\displaystyle r_{1}} 为 K的实素点个数,{\displaystyle 2r_{2}} 为 K的复素点个数. 
K戴德金zeta函数记为:{\displaystyle \zeta _{K}(s)\,}
则有下列不变量：
- {\displaystyle h_{K}} 为K的理想类群的阶
- {\displaystyle \operatorname {Reg} _{K}} K的素点
- {\displaystyle w_{K}} 为K的单位根个数
- {\displaystyle D_{K}}  为K在K/Q扩张的判别式
  - 定理1（类数公式）数域 K 的戴德金zeta函数{\displaystyle \zeta _{K}(s)\,}绝对收敛，并对复平面{\displaystyle \Re (s)>1}，且s =1时，只有一个极点的亚纯函数，其留数为：

{\displaystyle \lim _{s\to 1}(s-1)\zeta _{K}(s)={\frac {2^{r_{1}}\cdot (2\pi )^{r_{2}}\cdot h_{K}\cdot \operatorname {Reg} _{K}}{w_{K}\cdot {\sqrt {|D_{K}|}}}}}
这是最普遍的“类数公式”。在特殊情况下，例如当K是分圆域的扩张，也有简化的类数公式。

## 狄利克雷类数公式
- 以下参考达文波特。[1]狄利克雷在1839年证明了第一类数公式，但它是关于二次型的类数而不是理想类的证明。设d是一个基本单位的判别式，写判别ð二次型的等价类数h为（D）。{\displaystyle \chi =\left(\!{\frac {d}{m}}\!\right)}是Kronecker符号，则χ是Dirichlet特征。记χ的LDirichlet L序列为L(s, χ)，

对于d>0，让t> 0，u>0 则满足u是最小的解Pell方程{\displaystyle t^{2}-du^{2}=4}，如记:{\displaystyle \epsilon ={\frac {1}{2}}(t+u{\sqrt {d}}).}（ε也是实2次域的基本单位或基本单位的平方），
对于d<0，记w为判别式d的二次型的自同构个数，则：
{\displaystyle w={\begin{cases}2,&d<-4;\\4,&d=-4;\\6,&d=-3.\end{cases}}}
然后狄利克雷证明出：
{\displaystyle h(d)={\begin{cases}{\frac {w{\sqrt {|d|}}}{2\pi }}L(1,\chi ),&d<0;\\{\frac {\sqrt {d}}{\ln \epsilon }}L(1,\chi ),&d>0.\end{cases}}}
这是上述定理1一个特殊情况：只对一个二次域K戴德金zeta函数的结论：{\displaystyle \zeta _{K}(s)=\zeta (s)L(s,\chi )}, 留数为{\displaystyle L(1,\chi )}.狄利克雷也证明了，L序列可以写成有限形式，从而类数也可以写成有限形式。类数有限的形式为：
{\displaystyle L(1,\chi )={\begin{cases}-{\frac {\pi }{|d|^{3/2}}}\sum _{m=1}^{|d|}m\left({\frac {d}{m}}\right),&d<0;\\-{\frac {1}{d^{1/2}}}\sum _{m=1}^{d}\left({\frac {d}{m}}\right)\ln \sin {\frac {m\pi }{d}},&d>0.\end{cases}}}